# Santuario della Beata Vergine della Castagna
La chiesa della Beata Vergine della Castagna è un luogo di culto cattolico di Bergamo, sussidiario della parrocchia di San Rocco., della provincia e diocesi di Bergamo.

## Storia
La costruzione della chiesa ha origini antiche. Secondo quanto ha lasciato scritto il notaio Gerolamo Ceres venne edificata per adempiere a un evento che viene documentato alla data del 28 aprile 1310. Pare che un contadino che curava il campo di proprietà del sacerdote Giovannino Moroni, un giorno vide apparire davanti a sé una signora che si rivolse a lui dicendo di essere la beatissima Genitrice di Dio, e che era suo desiderio che gli abitanti di quelle contrade costruissero un luogo di preghiera a lei dedicato. La donna segnò sul terreno il luogo dove avrebbe dovuto essere edificato l'oratorio. Il contadino, pur continuando nel suo lavoro, raccontò l'evento e molti furono i bergamaschi che accorsero alla località, per pregare e per chiedere grazie che ebbero esito favorevole. Non mancarono questi fatti ad arrivare alla conoscenza del sacerdote Moroni che concesse il terreno per la costruzione di un edificio di culto dedicato alla Vergine. Questo evento fu scritto dal notaio Gerolamo Ceres nel 1646. Vi è però un ulteriore racconto che è tramandato dagli abitanti del luogo. La Madonna, il 28 aprile 1510, sarebbe apparsa a due uomini, forse padre e figlio, che stavano raccogliendo le foglie per gli animali. La donna avrebbe ordinato loro di costruire un edificio a lei dedicato. Sul luogo vi era una grande pianta di castagne, e d'improvviso i frutti ancora acerbi sarebbero diventati maturi e buoni.
Documentata la posa della prima pietra nel 1511, di quello che era un edificio di culto. Questo era un edificio aperto come viene descritto nella visita pastorale del 1575 di san Carlo Borromeo. Nel secolo successivo, tra il 1624 e il 1627, risulta che vi fosse adiacente alla chiesa un piccolo locale adibito a stalla, nonché un portico dove vi era l'abitazione del romito e ambienti dedicati alla foresteria. Nel Settecento l'aula venne ingrandita con l'aggiunta di un'ulteriore campata e fu eseguito anche il rifacimento della facciata con l'apertura ad arco. I romiti che abitavano i locali prossimi al santuario furono a volte più di uno, tanto che nel XVIII secolo fondarono l'istituto dei romiti della carità seguendo il gesuita Luigi Mozzi.
Nel 1808 la chiesa fu però chiusa al culto per ordine delle autorità cittadine venendo acquistata dalla famiglia Fedrighini che la cedette alla chiesa di San Rocco in località Fontana. Nella seconda metà dell'Ottocento l'edificio fu oggetto di nuovi rifacimenti con l'eliminazione del porticato esterno del custode e l'aggiunta di un nuovo locale coperto, e nella zona dedicata all'accoglienza e al ristoro dei fedeli l'aggiunta di un nuovo camminatoio esterno. I lavori ebbero termine nel 1899-1900 con la realizzazione del grande viale d'accesso.
La prima metà del Novecento vide un aumento dei visitatori, venne costruita l'abitazione del cappellano, fu edificato il campanile, e furono eseguiti lavori di adeguamento e ristrutturazione del sagrato. Nel 1989 furono ampliati i locali dedicati all'accoglienza e l'allungamento dell'aula con l'inclusione dei locali che erano dedicati alla cancelleria e alla piccola cappella della Maria Bambina.

## Descrizione
Alla chiesa si accede dal lungo viale alberato che precede il grande sagrato con pavimentazione in ciottoli di fiume. La facciata a capanna, si presenta con orientamento a nord. L'ingresso principale è posto centralmente con due finestre rettangolari laterali complete di grata e con contorni in pietra. Due ulteriori ingressi con contorni sempre in pietra ad arco a tutto sesto, sono posti in maniera simmetrica più spostati. Nella parte superiore vi è il grande arco con contorno in mattoni rossi con una grande apertura rettangolare. La facciata ha ulteriori finestre poste laterali ma non in modo simmetrico. 
L'interno ad aula unica è composta da due campate. Nella prima sono posti due confessionali e l'altare dedicato alla Madonna Bambina. Nella seconda campata vi è la cappella dedicata all'apparizione della Vergine. Questa, a pianta quadrata, è illuminata da una grande finestra. Si accede al presbiterio da tre grandi gradini, questo ha la volta a spicchi.